# Einar Lönnberg
Axel Johann Einar Lönnberg (Estocolmo, 24 de diciembre de 1865 – Estocolomo, 21 de noviembre de 1942) fue un zoólogo y conservacionista sueco.

## Biografía
Nació en Estocolmo. En 1891 obtuvo su doctorado en la Universidad de Upsala y trabajó los siguientes doce años como inspector en el servicio de pesca. Durante este plazo de tiempo, hizo viajes científicos a la Florida (1892-1893) y el mar Caspio (1899). En 1904 fue nombrado jefe del Departamento de Vertebrados en el Museo Sueco de Historia Natural entre 1904-1933. En 1910-1911 participó en una expedición a África Oriental. De 1925 a 1942 se desempeñó como prefecto de la Estación Zoológica Marina de Kristineberg (Kristineberg Marina Forskningsstation, en sueco) en Estocolmo.
En lo que respecta a su investigación zoológica, su enfoque principal fue los tratados de mamíferos, aves y peces, pero también hizo contribuciones significativas con sus estudios de reptiles y anfibios. Fue la autoridad binomial de numerosos taxones, y cuenta con varias especies que llevan su nombre, como Onykia loennbergii. El zoólogo belgabritánico George Albert Boulenger nombró una pequeña serpiente elápida venenosa y endémica de Nueva Guinea, Apisthocalamus loennbergii, en su honor, aunque esta especie es ahora un sinónimo de Toxicocalamus loriae. Su obituario en la revista ornitológica Ibis decía: «desde la época de Linneo, casi nadie ha tenido tanto conocimiento sobre tantas ramas de la zoología como Lönnberg».
En 1904 fundó la influyente revista de biología Fauna och Flora. Como conservacionista trabajó arduamente por las leyes que protegen a las aves acuáticas y los renos. En 1922 se convirtió en miembro honorario de la Unión de Ornitólogos Británicos.
Murió en Estocolmo a los 76 años.